# Ândrocles e o Leão

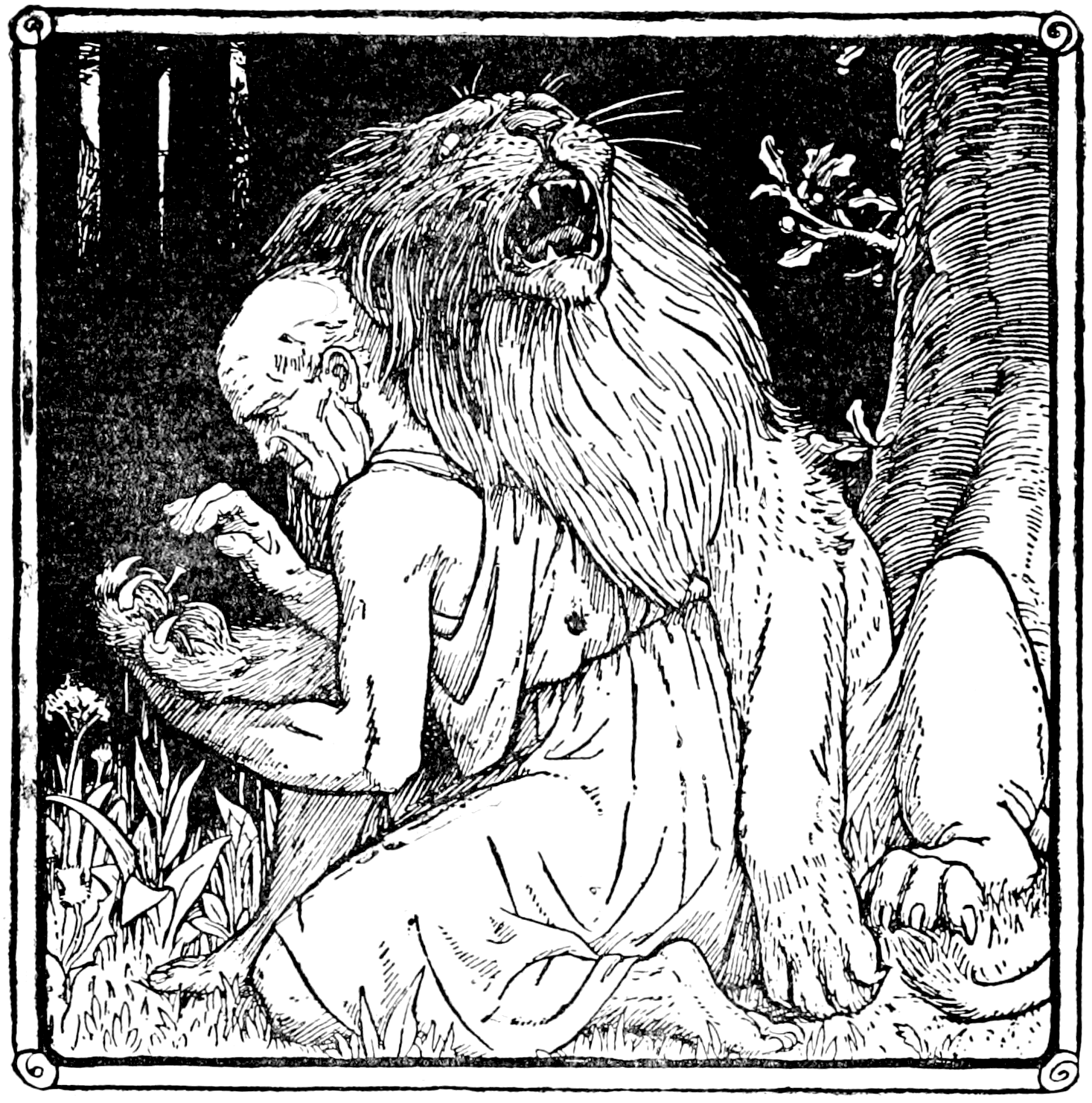

Ândrocles e o Leão é um conto popular comum que está incluído no Sistema de classificação de Aarne-Thompson, como tipo 156. A história reapareceu na Idade Média como "O Pastor e o Leão" e foi então atribuída a Esopo. O conto está numerado com o número 563, no Índice de Perry, podendo ser comparado à fábula “O Leão e o Rato”, de esopo, tanto pela sua tendência geral, como pela sua moral sobre a reciprocidade da misericórdia. Oscar Wilde também escreveu uma versão desta história, intitulada "A Verdadeira história de Androcles e o Leão", em que a inversão do final da história pode ser interpretada como uma crítica à moralidade das fábulas face às ironias da vida. 

## História
A primeira narração clássica da história é encontrada no livro quinto de “Noites Áticas” (Noctes Atticæ), escrito no século II, por Aulo Gélio. O autor relata uma história contada por Apião, em seu trabalho perdido “Ægyptiacorum” ("Maravilhas do Egito"), relatando eventos que ele alegou ter testemunhado pessoalmente, em Roma. Nesta versão, Androcles é um escravo fugitivo de um ex-cônsul romano, administrador de uma parte da África. O escravo se refugia numa caverna, que era o covil de um leão ferido. Nesta caverna, Androcles retira um grande espinho da pata do animal, retira o pus da ferida infectada e lhe faz curativo com ataduras. Em função disto, o leão se recupera e torna-se manso em relação a ele, agindo como um gato domesticado, inclusive abanando o rabo e brincando com escravo. Desde então, eles viveram juntos, até que Androcles, cansado do deserto, foi capturado pelos soldados romanos e repatriado. Assim, depois de vários anos, o escravo fugitivo é preso e condenado a ser devorado pelas feras selvagens, no Circo Máximo de Roma. Na presença o imperador,  provavelmente Calígula ou Cláudio,  a mais imponente das feras acaba por ser mesmo o leão, que novamente exibe sua gratidão para com o escravo. Então, o imperador perdoa o escravo, em reconhecimento desse testemunho do poder da amizade, e o leão é deixado em sua posse. 